# Thành Lộc (xã)
Thành Lộc là một xã thuộc huyện Hậu Lộc, tỉnh Thanh Hóa, Việt Nam.

## Diện tích và dân số
Xã Thành Lộc có diện tích 5,90 km².
Dân số của xã Thành Lộc:
- Theo Tổng điều tra dân số năm 1999: 6.734 người[1].
- Theo Tổng điều tra dân số năm 2009: 6.373 người với 1.593 hộ gia đình, gồm 3.158 nam và 3.215 nữ[2].

## Địa giới hành chính
Xã Thành Lộc nằm ở phía tây của huyện Hậu Lộc.
- Phía đông giáp các xã Cầu Lộc và Lộc Sơn;
- Phía nam giáp xã Tiến Lộc;
- Phía tây giáp xã Đại Lộc;
- Phía bắc giáp các xã Đồng Lộc và Cầu Lộc.

## Hành chính
Xã Thành Lộc được chia thành 10 thôn từ thôn 1 đến thôn 10. Năm 2018 được sắp xếp lại thành 5 thôn gồm Thành Sơn, Thành Tây, Thành Đông, Thành Phú và Thành Ninh.